# Honoryna (markiza de la Tour du Pin)
Honorine de la Tour du Pin, z domu Grimaldi, markiza de la Tour du Pin (ur. 22 kwietnia 1784 w Paryżu, zm. 8 maja 1879) – członkini monakijskiej rodziny książęcej, córka księcia Józefa Grimaldi i księżnej Franciszki Marii Teresy de Choiseul.

## Dzieciństwo i młodość
Honoryna urodziła się 22 kwietnia 1784 roku w Paryżu. Jej rodzicami byli książę Józef Grimaldi, członek monakijskiej rodziny książęcej i jego pierwsza żona, księżna Franciszka Maria Teresa de Choiseul, pochodząca z francuskiej szlachty. Miała dwie młodsze siostry: Atenę (ur. 1786, zm. 1860) i Delfinę (ur. 1788). Jej dziadkami ze strony ojca byli książę Monako, Honoriusz III Grimaldi i Maria de Brignole.

## Małżeństwo i rodzina
20 lipca 1803 roku poślubiła w Paryżu Rene de la Tour du Pin, markiza de la Tour du Pin. 28 maja 1805 roku urodziła się ich córka, Józefina (zmarła 7 kwietnia 1865), a 12 czerwca 1806 przyszedł na świat ich syn, Ludwik, markiz du Pin La Charce (zmarł 11 listopada 1855). Księżna Honoryna owdowiała 4 czerwca 1832 roku i nie wyszła ponownie za mąż.
Zmarła 8 czerwca 1879 roku w wieku dziewięćdziesięciu pięciu lat.